# Lestes sponsa
Lestes sponsa là loài chuồn chuồn trong họ Lestidae. Loài này được Hansemann mô tả khoa học đầu tiên năm 1823.

## Hình ảnh

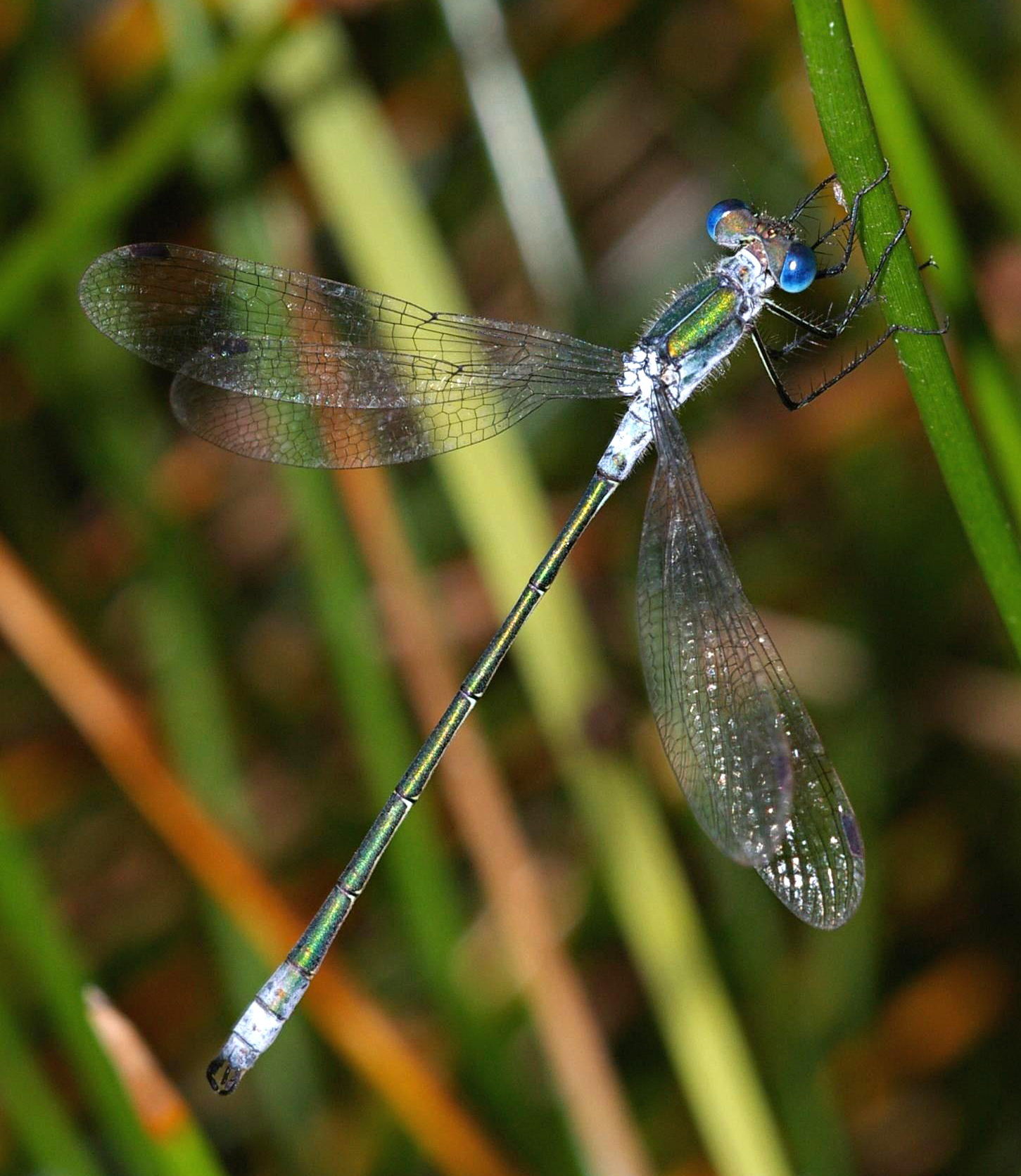
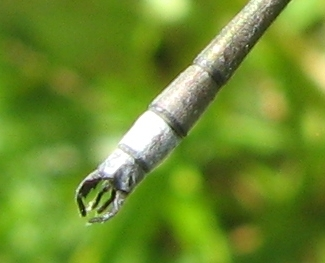
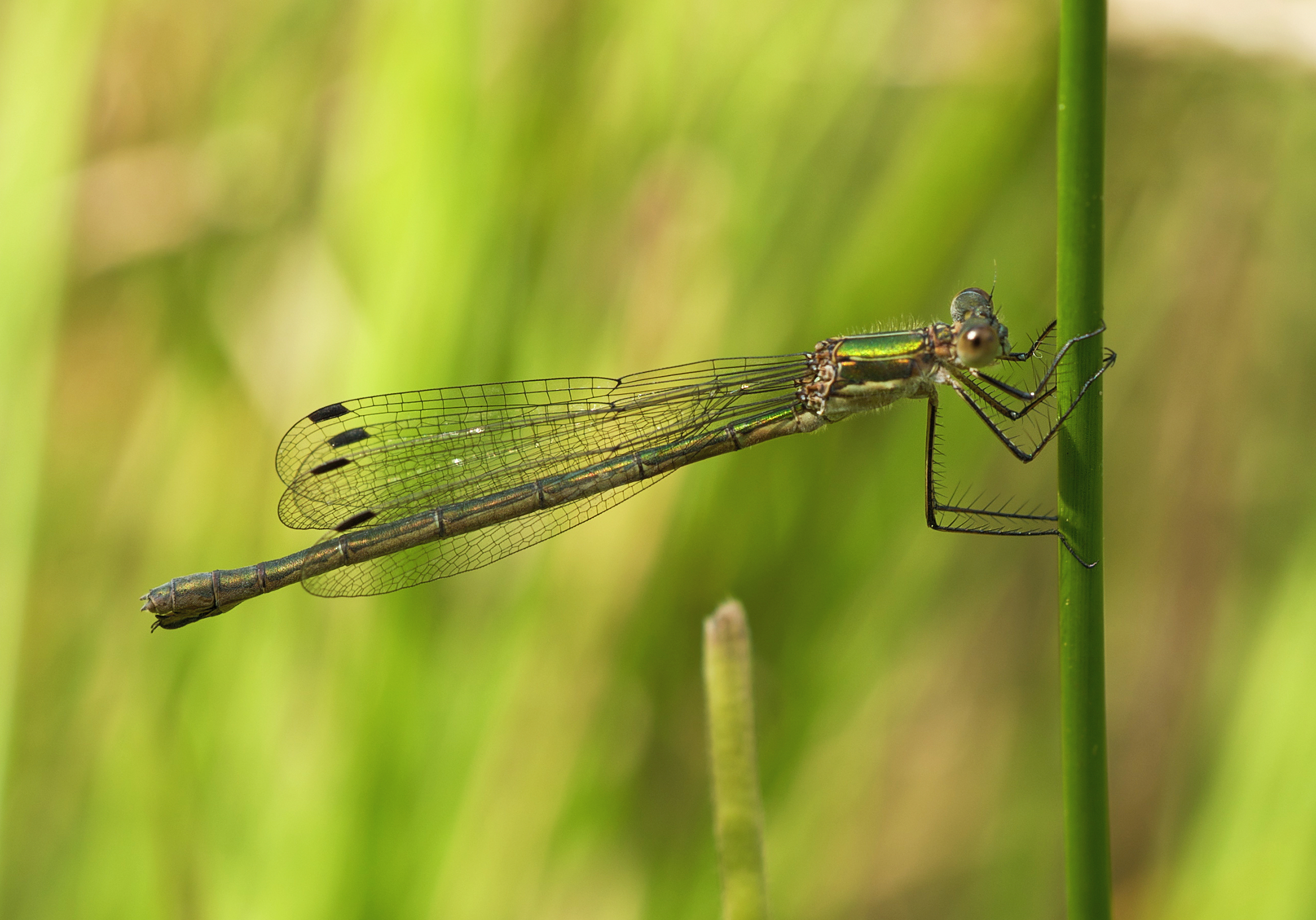
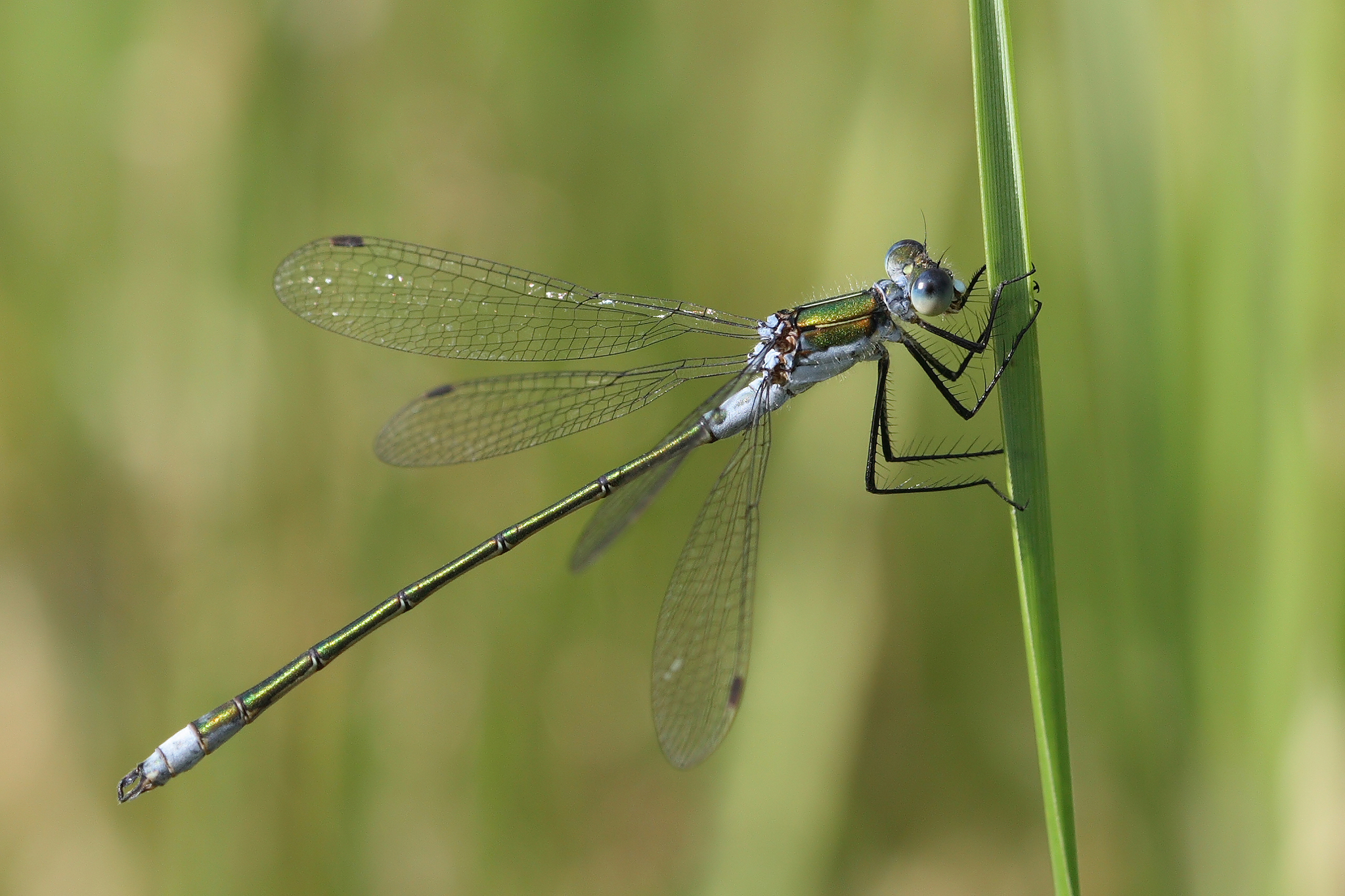